# 1 Centauri
1 Centauri, som är stjärnans Flamsteed-beteckning, är en dubbelstjärna, belägen i den norra delen av stjärnbilden Kentauren och har även Bayer-beteckningen i Centuri. Den har en skenbar magnitud som varierar 4,23 och är synlig för blotta ögat där ljusföroreningar ej förekommer. Baserat på parallaxmätning inom Hipparcosuppdraget på ca 51,5 mas, beräknas den befinna sig på ett avstånd på ca 63 ljusår (ca 19 parsek) från solen. Den rör sig närmare solen med en heliocentrisk radialhastighet på ca -22 km/s.

## Egenskaper
Primärstjärnan 1 Centauri är en gul till vit stjärna i huvudserien av spektralklass F2 V.. Den har en massa som är ca 1,4 solmassor, en radie som är ca 1,9 solradier och utsänder från dess fotosfär ca 5,9 gånger mera energi än solen vid en effektiv temperatur av ca 6 900 K. 
Spektrografiska bilder tagna vid Cape Observatory mellan 1921 och 1923 visade att 1 Centauri har en variabel radiell hastighet, som tyder på att den är en enkelsidig spektroskopisk dubbelstjärna. Paret har en omloppsperiod på 9,94 dygn och en excentricitet av ca 0,2.